# Pycnophyes greenlandicus
Pycnophyes greenlandicus är en djurart som tillhör fylumet pansarmaskar, och som beskrevs av Higgins och Kristensen 1988. Pycnophyes greenlandicus ingår i släktet Pycnophyes och familjen Pycnophyidae. Inga underarter finns listade i Catalogue of Life.